# Hirsch Glik
Hirsch Glik (jiddisch: הירש גליק ; født 24. april 1922 i Vilnius, Polen, død 1944 i Estland) var en jødisk digter.

## Biografi
Allerede tidligt i livet skrev Hirsch Glik digte. Efter at Nazi-Tyskland gik til angreb på Sovjetunionen, blev Glik arresteret af tyskerne og ført til koncentrationslejren Waisse Wake, og senere til ghettoen i Vilnius. Her sluttede han sig til partisanbevægelsen, og tog i 1942 del i en opstand i ghettoen. Han skrev hele tiden digte og sangtekster, blandt andet den berømte partisansang "jiddisch Zóg nit kein mól", og "Shtil, di nakht iz oysgeshternt", som også handler om jødiske partisaner.
Glik blev taget til fange af tyskerne i 1943 og ført til en koncentrationslejr i Estland. Her lykkedes det for ham at flygte til et skovområde i 1944. Han faldt dog kort efter i kamp mod tyske styrker.